# 村上昭子
村上 昭子（むらかみ あきこ、1927年10月3日 - 2004年3月10日）は、日本の料理研究家。東京都出身。

## 人物
- 国民生活学院[1][2]卒業。
- 娘は料理研究家の杵島直美、孫は料理研究家のきじまりゅうたである。
- 料理研究家の草分けで、和風料理が専門で、昭和初期の懐かしのおふくろの味を紹介し、テレビだけでなくしんぶん赤旗や雑誌などの料理欄などのメディアで活躍した。
- 日本テレビ「キユーピー3分クッキング」にレギュラー講師として1985年4月 - 1987年9月の2年半と隔週土曜日・講師として1993年4月 - 1994年3月の1年間、合計で3年半出演した。

## テレビ
- きょうの料理（NHK）
- 川崎敬三の料理ジョッキー（NETテレビ、1971年4月6日）[3]
- キユーピー3分クッキング（日本テレビ）

1985年4月 - 1987年9月・レギュラー講師
1993年4月 - 1994年3月・隔週土曜日・「〇〇で晩ごはん」講師
- 徹子の部屋（テレビ朝日）1979年12月26日放送、ゲスト出演[6]

## 著書
- 『これだけは作りつづけてほしい味』（文化出版局、1999年）
- 『村上昭子の漬けもの』（家の光協会、1998年）
- 『かあさんの味をとことん伝えたい』（青春出版社、1997年）
- 『村上昭子の味付けのコツ〈新訂版〉』（マイライフシリーズ特集版）（グラフ社、1996年）
- 『うちのおかずは日本一 忘れていませんか？こんな味』（学研ホールディングス、2001年）
- 『村上さんちは毎日手作り』（まあるい食卓シリーズ）（学研ホールディングス、1998年）娘の杵島直美との共著
- 『村上さんちは毎日手作り』（学研ホールディングス、1996年）娘・杵島直美との共著
- 『村上昭子の母さんのコツどっさりあげます』（主婦と生活社、1996年）
- 『おふくろの味ママの味』（主婦の友 生活シリーズ Comoお料理ノート）（主婦の友社、1995年）娘の杵島直美との共著
- 『気軽な保存食:初めての少量手作り』（女子栄養大学出版部、2007年）娘の杵島直美との共著
- 『気軽な保存食』（女子栄養大学出版部、1995年）
- 『家庭でできる居酒屋の味』（マイライフシリーズ）（グラフ社、1994年）
- 『人気の煮もの献立 覚えておきたい、おふくろの味』（Miss books)（世界文化社、1992年）娘の杵島直美との共著
- 『村上昭子の特選おかず373』（家の光協会、1991年）
- 『村上昭子の特選野菜料理190』（家の光協会、1996年）
- 『毎日食べたい野菜のおかず』（文化出版局、1992年）
- 『おせち料理』（マイライフシリーズ特集版）（グラフ社、1992年）
- 『村上昭子のおいしくできましたよ 今晩の献立』（講談社、2001年）
- 『村上昭子のヘルシー&クイック料理 基本もコツもマスターできる』（講談社、1986年）
- 『村上昭子の母さんの味』（新日本出版社、1995年）
- 『村上昭子と杵島直美の漬物じょうず』（NHKきょうの料理シリーズ）（日本放送出版協会、2006年）娘の杵島直美との共著
- 『村上昭子の漬物じょうず』（NHKきょうの料理シリーズ）（日本放送出版協会、1991年）
- 『台所ともだち 鍋・釜・七輪・包丁・まな板・すり鉢・飯台』（農山漁村文化協会、1987年）
- 『料理をつくる』（シリーズ・子どもとつくる19）（大月書店、1987年）
- 『きんぴら行進曲 村上昭子のおふくろの味指南』（主婦の友社、1985年）
- 『おばあちゃんの離乳食の知恵』（ai・books）（日本文芸社、1984年）
- 『ちょっと味みて』（新日本出版社、1980年）
- 『村上昭子のやさしい経済おかず650種』（婦人倶楽部ベスト料理シリーズ）（講談社、1978年）
- 『村上昭子・杵島直美のごはん大全科』（マイライフシリーズ特集版）（グラフ社、2001年）娘の杵島直美との共著
- 『昔ながらの日本のおかず188選:粗食の原点、健康食の源』（マイライフシリーズ特集版）（グラフ社、2001年）
- 『とことん食材を使い切るアイデア料理:廃棄率ゼロの台所』（マイライフシリーズ特集版）（グラフ社、1998年）娘の杵島直美との共著
- 『村上昭子の煮もの・漬けもの大全科』（マイライフシリーズ特集版）（グラフ社、1996年）
- 『村上昭子の煮もの:薄味仕立てのコツも添えました』（マイライフシリーズ特集版）（グラフ社、1995年）
- 『日本のおかず』（マイライフシリーズ特集版）（グラフ社、1994年）
- 『エコロジー料理』（マイライフシリーズ）（グラフ社、1992年）娘の杵島直美との共著
- 『台所の手ほどき』（マイライフシリーズ特集版）（グラフ社、1990年）
- 『味つけのコツ 「お惣菜」の火かげん・味かげん・汁かげん』（マイライフシリーズ）（グラフ社、1988年）
- 『料理をおいしくする下ごしらえのコツ:ピチット効果を活用した新しい料理法』（マイライフシリーズ）（グラフ社、1988年）
- 『ほのぼの母さんの花嫁料理レッスン』（マイライフシリーズ 素敵ブックス）（グラフ社、1986年）
- 『素敵なおせち料理』（マイライフシリーズ特集版）（グラフ社、1984年）
- 『素敵な煮もの』（マイライフシリーズ特集版）（グラフ社、1984年）
- 『おいしい鍋もの』（マイライフシリーズ）（グラフ社、1983年）
- 『四季の漬けもの』（マイライフシリーズ）』（グラフ社、1981年）
- 『惣菜煮もの（マイライフシリーズ）（グラフ社、1979年）
- 『酒の肴になる漬けもの』（マイライフシリーズ）（グラフ社、1979年）
- 『経済料理』（マイライフシリーズ）（グラフ社、1974年）
- 『自分で作る加工食品 完全無添加』（マイライフシリーズ）（グラフ社、1974年）
- 『ふたりの料理と献立』（主婦の友文庫）（主婦の友社、1978年）
- 『スピードおかずと献立』（主婦の友文庫）（主婦の友社、1974年）
- 『村上昭子 わが家のおそうざい 和・洋・中237品 すぐに役立つおそうざい百科－今夜のおかずから常備菜・酒の肴まで』（中央公論社、1987年）
- 『村上昭子の楽しく作るおべんとう おかず487品 すぐに役立つお弁当百科』（中央公論社、1983年）
- 『村上昭子のおそうざい煮もの』（中央公論社、1983年）
- 『ひとり分から作るはじめての煮もの 和えもの』（雄鶏社、1996年）
- 『ひとり分から作るはじめてのさかな料理』（雄鶏社、1994年）
- 『ひとり分から作るはじめてのお漬けもの』（雄鶏社、1994年）
- 『ご飯によく合う毎日のおかず』（家の光協会、1988年）
- 『村上昭子の野菜料理』（家の光協会、1987年）
- 『単身赴任の料理学』（講談社、1984年）
- 『圧力なべのクッキング:やさしい・早い・経済的』（講談社、1981年）中川 悦との共著
- 『パパのおつまみ百科:かんたん料理からじっくり料理まで』（New life series）（永岡書店、1980年）
- 『四季のごちそう:家族だんらんからもてなしまで』（家の光協会、1980年）
- 『手近な材用別おかず350種』（家の光協会、1978年）
- 『肉・魚を使った保存食』（料理ハンドブック）（ひかりのくに、1975年）
- 『スタミナ料理:もつのおいしい料理芳・スタミナ酒・常備菜』（料理ハンドブック）（ひかりのくに、1974年）

ほか